# Zintl-Grenze

Zintl-Grenze im PSE

Die Zintl-Grenze oder Zintl-Linie ist eine gedachte Linie im Periodensystem der Elemente. Sie liegt zwischen der dritten und vierten Hauptgruppe und spielt in der Chemie der Zintl-Phasen, also Verbindungen von Elementen der Gruppen 11–16 mit Alkali- oder Erdalkalimetallen eine Rolle. Der Begriff wurde von Fritz Laves zu Ehren des deutschen Chemikers Eduard Zintl nach dessen Tode geprägt. 
Durch diese Linie werden zwei Arten von Zintl-Phasen getrennt. Elemente, die rechts dieser Linie liegen, also die, die der 4.–6. Hauptgruppe angehören, bilden mit Alkali- und Erdalkalimetallen stöchiometrisch aufgebaute, salzartige Verbindungen. Elemente, die links der Zintl-Grenze liegen, also Elemente der 3. Haupt- und der 1. und 2. Nebengruppe, bilden damit legierungsartige Zintl-Phasen, deren Stöchiometrie nicht exakt festgelegt ist. 
Charakteristisch für viele Elemente rechts der Zintl-Grenze sind Polyanionen, bei denen die Anionen aus kleineren Clustern aufgebaut sind. Inzwischen sind jedoch auch von Elementen wie Indium oder Thallium polyanionische Verbindungen bekannt.